# Ponikwa (Ukraina)
Ponikwa (ukr.  Пониква, Ponykwa) – wieś w rejonie złoczowskim obwodu lwowskiego na Ukrainie.
Miejscowość liczy 489 mieszkańców. W okresie międzywojennym położona w powiecie brodzkim województwa tarnopolskiego.
Pod koniec XIX w. grupa domów nosiła nazwę Kopanie, część wsi Lisowiki, a karczma Wydra.
Do 2020 w rejonie brodzkim.

## Pałac
- pałac wybudowany w 1811 przez Antoniego Kownackiego[5]. Zniszczony w latach 1914–1918.

## Urodzeni
- Adolf Maria Bocheński – polski pisarz polityczny i publicysta, żołnierz Samodzielnej Brygady Strzelców Karpackich
- Seweryn Jasielski – polski aktor teatralny
- Stepan Ołeksiuk ps. „Stepan Tudor” – pisarz ukraiński, komunista